# Фетлер, Вильгельм Андреевич
Вильгельм Андреевич Фетлер (28 июля 1883, Талсы, ныне Латвия — 1957, Беркли, США) — российский и латвийский религиозный деятель, баптист. Наиболее известен как виднейший деятель российского баптизма в 1907—1915 гг.
Сын пастора. В 1903—1907 гг. учился в колледже баптистов в Лондоне. С 1907 года занимался миссионерской деятельностью в Санкт-Петербурге, проповедуя и среди аристократии, и среди бедняков, вплоть до самых обездоленных слоёв общества. С его приездом помимо уже существовавших в Петербурге общин евангельских христиан, образовалась первая церковь баптистов. При его содействии также была создана церковь баптистов в Москве.
При его содействии в Петербурге был построен Дом Евангелия, торжественное открытие которого состоялось в 1911 году.
В. А. Фетлер занимался христианской публицистикой, редактируя журналы «Вера» (1909) и «Гость» (1910—1939), также он опубликовал ряд катехизаторских брошюр.
Фетлер стал одной из ключевых фигур Петербургского пробуждения в 1910-х годах.
После начала Первой мировой войны, на фоне ужесточения политики правительства по отношению к протестантам, он был выслан из Петрограда — сначала предполагалось сослать его в Сибирь, но после заступничества влиятельных лиц ему разрешили выехать в Швецию вместе с семьей. В 1918 году он открыл Русскую библейскую школу в Филадельфии (Пенсильвания), обучавшую проповедников из русских, украинцев, немцев и латышей, проживавших в Северной Америке (в этой школе, в частности, обучались Пётр Винс и Порфирий Ильчук). Затем он перенес свою деятельность в Ригу, затем в Польшу, где до 1924 года занимался подготовкой проповедников. Затем вновь вернулся в Ригу, где служил пастором русской баптистской церкви и основал Библейский институт, готовивший русских, латвийских и польских проповедников. Перед вводом советских войск в Латвию переехал в США, где прожил последние годы жизни.
Его младший брат, баптистский пастор и миссионер Р. А. Фетлер, решил остаться в Риге и в дни ввода советских войск был арестован вместе с женой и пятью детьми. Роберт Андреевич и двое его сыновей умерли в заключении в 1941—1943 годах, жена и три дочери — сосланы в Красноярский край, где вынужденно прожили много лет.